# Вулиця Миколи Мурашка (Київ)
Ву́лиця Мико́ли Мура́шка — вулиця в Шевченківському районі міста Києва, місцевість Татарка. Пролягає від Загорівської вулиці до вулиці Платона Майбороди.

## Історія
Вулиця виникла в середині XX століття під назвою Нова, з 1957 року — Шаргородська. Сучасна назва на честь українського художника Миколи Мурашка — з 1963 року.